# Pflugscharbein

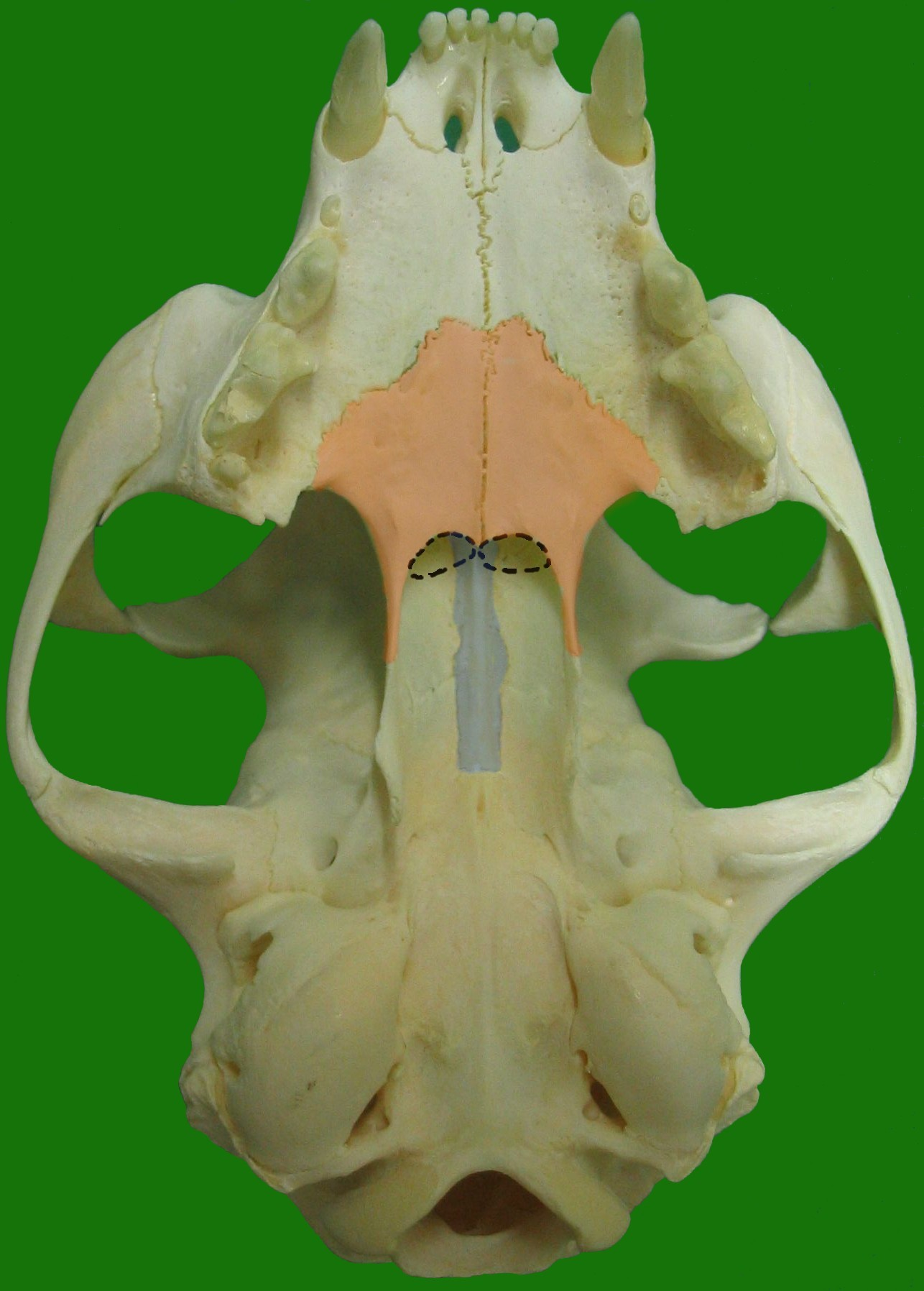
Schädelbasis der Katze (Pflugscharbein blau, Choanen mit Strichlinie umrandet)

Das Pflugscharbein oder der Vomer (lateinisch für „Pflugschar“) ist ein unpaarer, lang gestreckter Knochen der Schädelbasis. Er gehört zum Gesichtsschädel und zieht mittig vom Keilbein (Os sphenoidale) in die Nasenhöhle, wo er sich an einer Leiste (Crista nasalis) des Oberkieferknochens (Maxilla) befestigt. Der Vomer teilt bei Säugetieren die Choanenöffnung. Der deutsche Name leitet sich von der Ähnlichkeit mit einer Pflugschar ab.
Die Oberseite des Vomers trägt eine Rinne (Sulcus vomeris) zur Aufnahme der knorpligen Nasenscheidewand (Septum nasi). Das Hinterende des Vomers trägt beidseitig eine flügelartige Seitenplatte (Ala vomeris), die sich mit dem Keilbein und dem Gaumenbein verbindet.
Bei Vögeln ist das Pflugscharbein häufig nur rudimentär (verkümmert) ausgebildet.
Bei den Lachsfischen kann durch die unterschiedliche Bezahnung von Platte und Stiel des Pflugscharbeins eine genaue Artenbestimmung erfolgen.

Pflugscharbein mit Zähnen bei Lachsartigen